# 大红旗镇
大红旗镇，是中华人民共和国辽宁省沈阳市新民市下辖的一个乡镇级行政单位。

## 行政区划
大红旗镇下辖以下地区：
大红旗社区、红中村、红西村、马长岗村、大北台村、庄屯村、流泉地村、三合村、营坊村、马塘坊村、乔家窝堡村、长岗子村、沙岗子村、西营子村和大红旗村。